# Upper-Nepean-System
Das Upper-Nepean-System ist ein System von vier Stauseen im äußersten Osten des australischen Bundesstaates New South Wales. Angestaut werden der Cataract River, der Cordeaux River, der Avon River und der Nepean River. Das Wasserprojekt versorgt die Macarthur- und Illawarra-Regionen südwestlich von Sydney sowie die Innenstadt von Sydney mit Trinkwasser.

## Geschichte
Das Upper-Nepean-System wurde 1888 fertiggestellt. Damals stellte es eine bemerkenswerte Ingenieurleistung dar. Es funktionierte durch die Ableitung von Wasser an Stauwehren an den vier Flüssen zum Prospect-Stausee (im Westen von Parramatta) durch 64 km lange Tunnel, Kanäle und Aquädukte, die zusammen Upper Canal genannt wurden. Von 1907 bis 1935 wurden an allen vier Flüssen Staumauern gebaut, um die nach Sydney abgeleitete Wassermenge zu erhöhen. Das System wird von der Sydney Catchment Authority betrieben. An jedem der Staumauern gibt es einen öffentlichen Picknickplatz.
Zusammen haben die Stauseen ein Volumen von 510,66 Mio. m³ und einen Durchfluss von gut 353.000 m³/d.

## Cataract-Talsperre
Die Cataract-Talsperre ist eine Schwerkraftmauer mit einem unbefestigten Seitenablass am linken Rand. Sie ist 56 m hoch, 247 m lang und der dadurch gebildete Lake Cataract besitzt ein Stauvolumen von 94,3 Mio. m³.
Die Cataract-Staumauer war die erste Talsperre des Upper-Nepean-Systems und die erste Staumauer in Australien, bei dem vorgefertigte Betonblöcke für die Wasserseite verwendet wurden. Die Luftseite besteht aus vor Ort gegossenem Basaltbeton mit einer Oberfläche aus Basaltsteinen. Ein leicht erreichbarer Steinbruch fand sich in einiger Entfernung in Sherbrooke – auch Ferndale genannt – auf der Höhe des „Bulli-Passes“. Für den Transport des Gesteins vom Bulli-Pass zur Baustelle wurde eine Dampfeisenbahnstrecke mit 610 mm Spurweite und 8,8 km Länge gebaut. Ernest Macartney de Burgh war der leitende Ingenieur des ab 1904 durchgeführten Bauvorhabens. Der Dichter Banjo Paterson schrieb die satirische Ballade „The Dam that Keele Built“ über die Politik hinter dem Bau der Cataract-Talsperre.

## Cordeaux-Talsperre
Die Cordeaux-Talsperre ist eine Bogenstaumauer mit unbefestigtem Seitenablass am linken Rand. Sie ist 57 m hoch, 405 m lang und der dadurch gebildete Lake Cordeaux besitzt ein Stauvolumen von 93,64 Mio. m³. Ihr Bau begann 1918 und 1926 war sie fertiggestellt.
Das Gestein für den Bau der Staumauer wurde von den staatlichen Steinbrüchen in Kiama auf der Schiene nach Douglas Park in der Nähe der Mündung des Cataract River in den Nepean River gebracht. Von dort aus wurde es per Seilbahn über die Nepean-Schlucht zu einer Umschlagstelle am Ostufer transportiert, wo es auf eine Schmalspurbahn mit 610 mm Spurweite geladen und zur Baustelle gebracht wurde.

## Avon-Talsperre
Die Avon-Talsperre ist eine Bogenstaumauer. Sie ist 72 m hoch, 223 m lang und der dadurch gebildete Lake Avon besitzt ein Stauvolumen von 214,36 Mio. m³. Ihr Bau begann 1921 und 1927 war sie fertiggestellt.
Das gesamte Baumaterial wurde vom Bahnhof in Bargo aus auf einer extra zu diesem Zweck gebauten Straße angeliefert, wogegen für alle anderen Staumauern Eisenbahnen genutzt wurden. Es gab einige leichte Schmalspurbahnstrecken direkt auf der Baustelle, es wurden aber offenbar keine Lokomotiven eingesetzt. Der Transport wurde durch Förderkörbe oder Ähnliches, die durch Winden, Pferde- oder Menschenkraft bewegt wurden, bewerkstelligt.

## Nepean-Talsperre
Die Nepean-Talsperre ist eine Bogenstaumauer. Sie ist 82 m hoch, 216 m lang und der dadurch angestaute Lake Nepean besitzt ein Wasservolumen von 81,36 Mio. m³. Der Bau des Damms begann 1926 und er wurde schließlich 1935 fertiggestellt.
Auf der Main Southern Line wurden zwischen den Bahnhöfen Bargo und Yerrinbool Abzweige angebracht, auf denen die Waggons mit den Baumaterialien auf die Baustellenbahnstrecke ausgeleitet werden konnten. Diese Baustellenbahnstrecke war in Normalspur (1435 mm Spurweite) ausgeführt. Somit wurde ein Umladen des Baumaterials aus großen, kommerziellen Steinbrüchen vermieden und die Baustellenbahnstrecke wurde zu einer Nebenlinie der regulären Bahnstrecke. Diese Nebenlinie zog sich 4 km lang durch die hügelige Landschaft. Die Züge wurden von einer Reihe verschiedener Lokomotiven gezogen, z. B. auch einer früher in Sydney eingesetzten Dampfstraßenbahn. Zusätzlich gab es auf der Baustelle noch ein Netz von Schmalspurbahnen mit 610 mm Spurweite.
Zusätzliche Arbeiten wurden in den Jahren 1943–1947 am Ablass ausgeführt, um die Ausschwemmung der Talsperrenfundamente zu verhindern.

## Galeriebilder

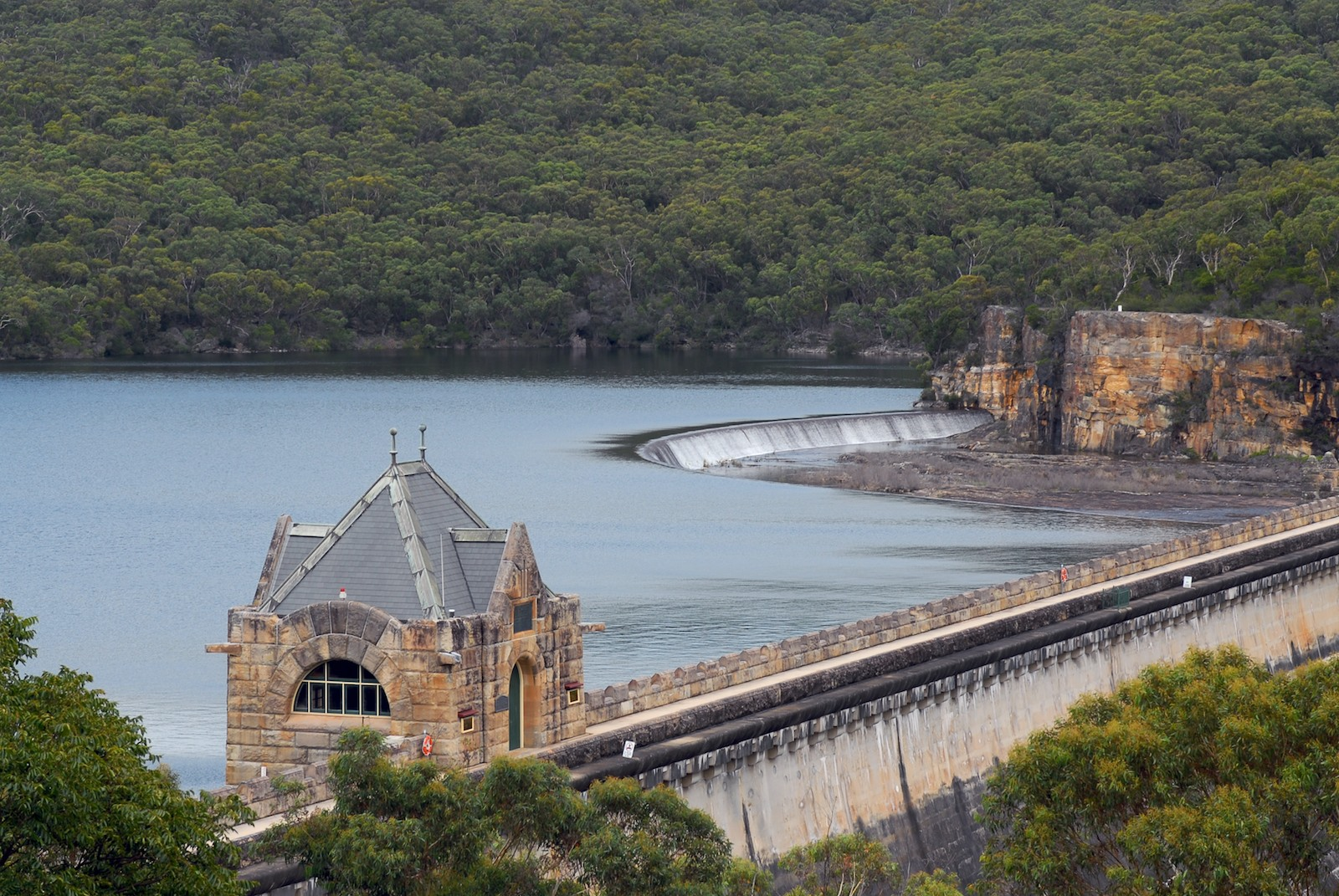
Lake Cataract bei Wasserhöchststand. Wasser wird abgelassen.
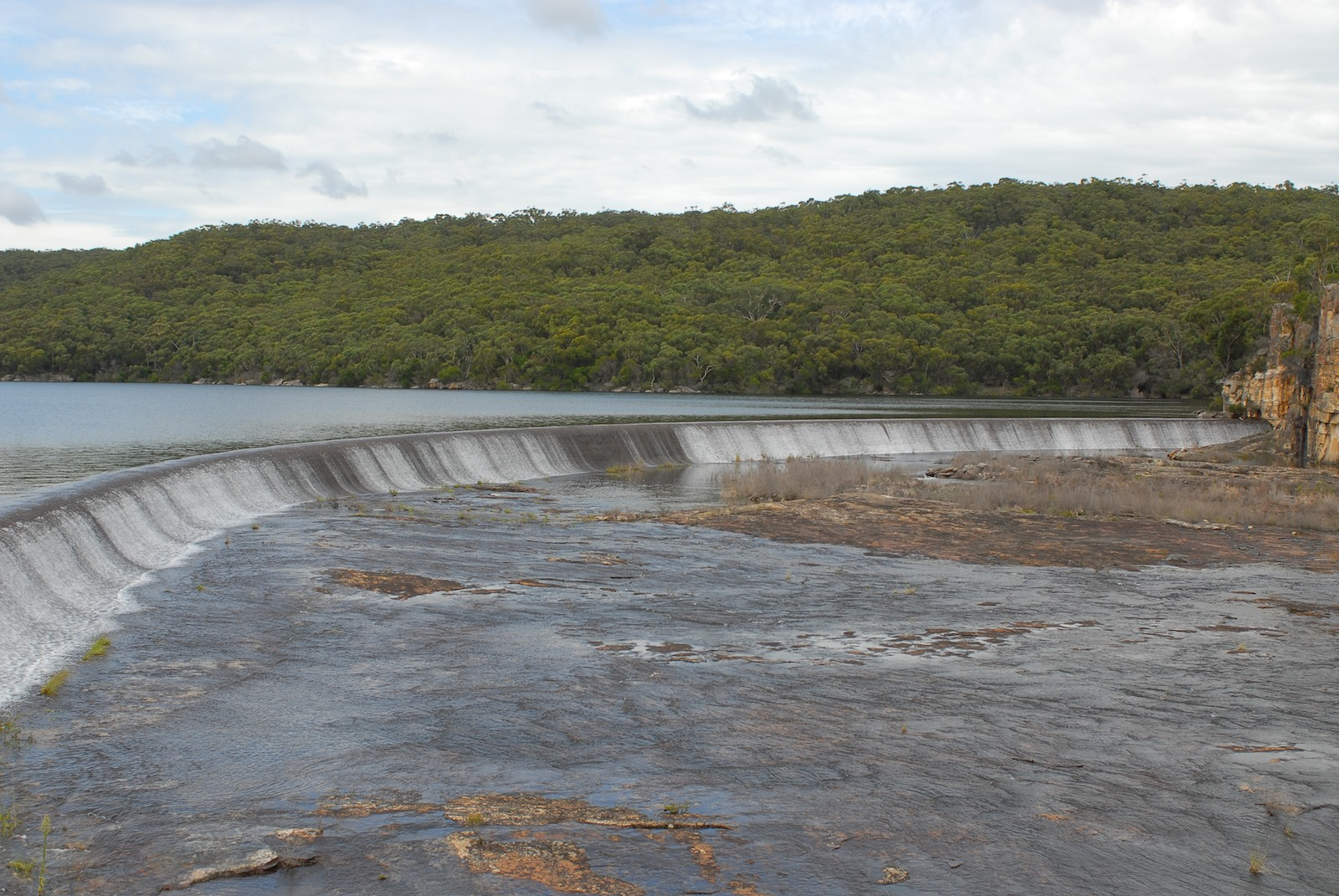
Detail des Ablasses an der Cataract-Talsperre
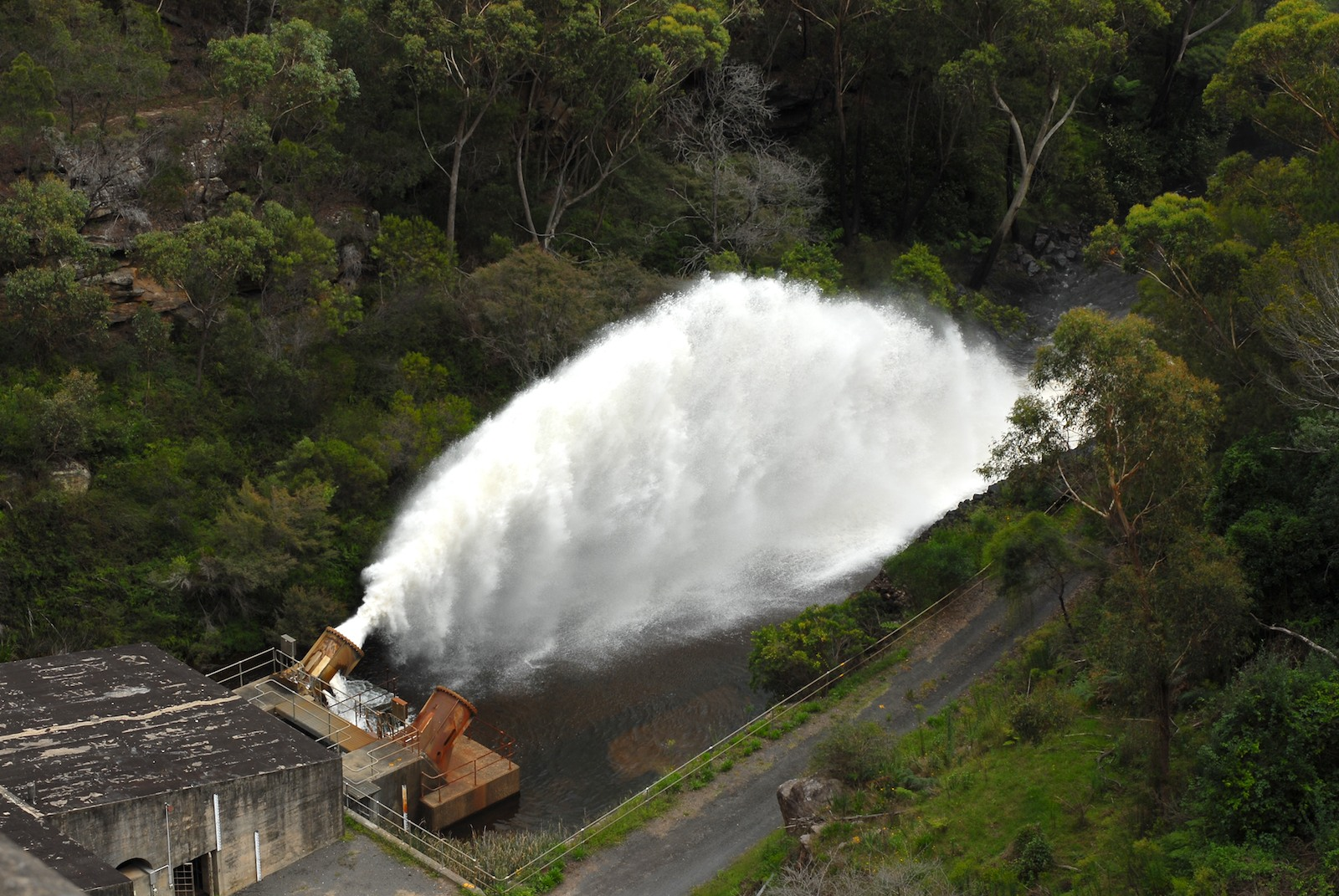
Arbeiten am Ablass der Cataract-Talsperre